# Amt Mittleres Nordfriesland
Amt Mittleres Nordfriesland – Amt w Niemczech w kraju związkowym Szlezwik-Holsztyn, w powiecie Nordfriesland. Siedziba urzędu znajduje się w mieście Bredstedt.
W skład urzędu wchodzi 19 gmin:
1. Ahrenshöft
2. Almdorf
3. Bargum
4. Bohmstedt
5. Bordelum
6. Bredstedt
7. Breklum
8. Drelsdorf
9. Goldebek
10. Goldelund
11. Högel
12. Joldelund
13. Kolkerheide
14. Langenhorn
15. Lütjenholm
16. Ockholm
17. Sönnebüll
18. Struckum
19. Vollstedt